# 33704 Herinkang
33704 Herinkang è un asteroide della fascia principale. Scoperto nel 1999, presenta un'orbita caratterizzata da un semiasse maggiore pari a 2,4111131 UA e da un'eccentricità di 0,1644421, inclinata di 1,97621° rispetto all'eclittica.